# Marian Norbert Czarnecki
Marian Norbert Czarnecki (ur. 6 czerwca 1911 w Biskupiczach, zm. 8 czerwca 1981 w Paryżu) – polski wojskowy, major dyplomowany kawalerii Wojska Polskiego.

## Życiorys
Urodził się 6 czerwca 1911 w Biskupiczach. Był synem Janusza Czarneckiego (porucznik kawalerii Wojska Polskiego, dowódca 4 szwadronu 15 pułku ułanów, odznaczony Orderem Virtuti Militari za wojnę z bolszewikami) i Marii z domu Deak. Miał dwóch braci, z których jeden (Michał) zmarł w młodości, a drugim był Kamil Bogumił Czarnecki (1912–2001, także oficer Wojska Polskiego).
Ukończył Prywatne Liceum Jezuitów w Chyrowie. Po przedwczesnej śmierci rodziców edukację w Wojsku Polskim braci Czarneckich wspierał płk Władysław Anders, przyjaciel ich ojca. Uczył się w Korpusie Kadetów Nr 3 w Rawiczu, w Szkole Podchorążych Kawalerii w Grudziądzu (1931–1933). 5 sierpnia 1933 roku Prezydent RP Ignacy Mościcki mianował go podporucznikiem ze starszeństwem z dniem 15 sierpnia 1933 roku i 17. lokatą w korpusie oficerów kawalerii, a Minister Spraw Wojskowych wcielił do 10 pułku strzelców konnych w Łańcucie. W czasie kampanii wrześniowej 1939 roku był adiutantem 10 pułku strzelców konnych.
Przedostał się do Francji i został oficerem Wojska Polskiego we Francji w szeregach 10 Brygady Kawalerii Pancernej, dowodzonej przez Maczka. Walczył w kampanii francuskiej w 1940. Po upadku Francji przedostał się do Wielkiej Brytanii. Kształcił się w angielskiej Wyższej Szkole Wojskowej w Camberley. Od 1943 był szefem sztabu 16 Brygady Pancernej. 20 listopada 1943 roku został zatwierdzony na stanowisku szefa sztabu 10 Brygady Kawalerii Pancernej. 1 marca 1944 roku został mianowany majorem w korpusie oficerów kawalerii. Wraz z bratem Kamilem był żołnierzem 1 Dywizji Pancernej dowodzonej przez gen. Stanisława Maczka, pełnił funkcję oficera Operacyjnego jednostki, obaj bracia pod koniec lipca 1944 byli desantowani w Arromanches.
Po wojnie w 1946 został skierowany do Paryża. Tam został szefem sztabu Polskiej Wojskowej Misji Likwidacyjnej (PWML). Od 1946 do śmierci był prezesem zarządu Samopomocy byłych Kombatantów Polskich we Francji. Ukończył licencjat na Wydziale Prawa Sorbony. Od lat 50. pracował jako dziennikarz, w polskiej prasie kombatanckiej i polonijnej, od 1961 był współpracownikiem i paryskim korespondentem Rozgłośni Polskiej Radia Wolna Europa. W 1957 awansowany na stopień podpułkownika.
Zmarł 8 czerwca 1981 w Paryżu. Został pochowany na Cmentarzu Les Champeaux w Montmorency. 30 lat później, 24 czerwca 2011 prochy Kamila i Mariana Czarneckch zostały pochowane obok siebie w Kwaterze Żołnierzy Polskich Sił Zbrojnych na Zachodzie na Cmentarzu Wojskowym na Powązkach w Warszawie (kwatera 20D kol. I 3 9).
Jego żoną od 26 grudnia 1944 była Jeanne Claude Loron, z którą miał córki Isabell (Morell) i Lillie.

## Ordery i odznaczenia
- Krzyż Srebrny Orderu Virtuti Militari (za kampanię 1944)[8]
- Krzyż Komandorski Orderu Odrodzenia Polski (15 czerwca 1981)[9]
- Krzyż Walecznych – trzykrotnie (po raz 1. i 2. za kampanię wrześniową 1939, po raz 3. za kampanię 1944)
- Medal za Ratowanie Ginących
- Krzyż Kawalerski Legii Honorowej – Francja
- Krzyż Wojenny z palmami (Croix de Guerre avec palme) – Francja
- Krzyż Wojenny z palmami (Croix de Guerre avec palme) – Belgia
- Krzyż Kawaler Orderu Imperium Brytyjskiego – Wielka Brytania[10]